# Autokatalyse

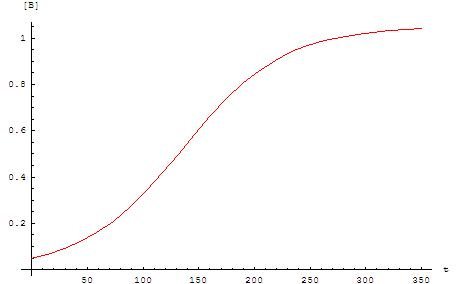
Het verloop van een autokatalytische reactie.

Bij autokatalyse wordt een chemische reactie versterkt door het product van diezelfde reactie. Omdat er aan het begin van een dergelijke autokatalytische reactie weinig product aanwezig is, komt de reactie traag op gang. Naarmate de reactie vordert neemt de snelheid toe. De curve van concentratie van het product versus tijd heeft typisch een sigmoïdale vorm.
De observatie van een versnellende hydrolyse van gamma-valerolacton naar gamma-hydroxyboterzuur vormde in 1890 de aanleiding om het concept autokatalyse in de chemie te introduceren.
Een voorbeeld van een in de natuur voorkomende autokatalysator zijn groep II intronen (RNA). 
Veel autokatalytische reacties zijn ontledingsreacties. Een van de eerste autokatalytische reacties die werd beschreven is de ontleding van zilveroxide:
2 Ag2O → 4 Ag + O2.

## Chemische definitie
Autokatalyse is een vorm van katalyse. IUPAC definieert een katalysator als een substantie waarvan de invloed op een reactie de volgende formele eigenschappen heeft:
- de reactie wordt versneld
- de reactie is thermodynamisch onveranderd
- de katalysator is zowel reactant als product in de gekatalyseerde reactie

Voor autokatalyse wordt hier nog een vierde eigenschap aan toegevoegd
- de ongekatalyseerde reactie heeft de katalysator als product

Katalytische reacties zijn opgebouwd uit simpelere ongekatalyseerde reacties. Door te kijken naar wat voor combinaties van reacties de eigenschappen van autokatalyse opleveren, wordt in de chemie bestudeerd waar de verschillende vormen van autokatalyse vandaan komen.

## Kruiskatalyse
Een verwante vorm van katalyse is kruiskatalyse, waarin meerdere stoffen elkaars vorming katalyseren. Dit kan symmetrisch zijn: twee stoffen die de vorming van elkaar katalyseren; of asymmetrisch: een stof die de vorming van een andere stof katalyseert, maar waarvan de vorming niet gekatalyseerd wordt door de andere stof.

## Hypercyclus
Wanneer twee of meer autokatalytische stoffen tevens elkanders kruiskatalysator zijn spreekt men van een hypercyclus. Volgens Nobelprijswinnaar Manfred Eigen en Peter Schuster is de hypercyclus een principe van zelforganisatie en speelt ze een belangrijke rol in de evolutie van zelfreplicatie en dus van het leven.